# Bulbophyllum coniferum
Bulbophyllum coniferum là một loài phong lan thuộc chi Bulbophyllum.